# Campionati del mondo juniores di atletica leggera 2008
I Campionati del mondo juniores di atletica leggera 2008 (12ª edizione) si sono svolti a Bydgoszcz, in Polonia, dall'8 al 13 luglio. Le competizioni si sono tenute al Stadion im. Zdzisława Krzyszkowiaka.

## Medagliati

### Uomini
| Specialità | Oro                                                                  | Prestazione | Argento                                                            | Prestazione | Bronzo                                                                      | Prestazione |
| Corse piane |                                                                      |             |                                                                    |             |                                                                             |             |
| 100 m | Dexter Lee                                                           | 10"40       | Wilhelm van der Vyver                                              | 10"42       | Terrell Wilks                                                               | 10"45       |
| 200 m | Christophe Lemaitre                                                  | 20"83       | Nickel Ashmeade                                                    | 20"84       | Robert Hering                                                               | 20"96       |
| 400 m | Marcus Boyd                                                          | 45"53       | Kirani James                                                       | 45"70       | O'Neal Wilder                                                               | 45"76       |
| 800 m | Abubaker Kaki                                                        | 1'45"60     | Geoffrey Kibet                                                     | 1'46"23     | André Olivier                                                               | 1'47"57     |
| 1.500 m | Imad Touil                                                           | 3'47"40     | James Kiplagat Magut                                               | 3'47"51     | Demma Daba                                                                  | 3'47"65     |
| 5.000 m | Abreham Cherkos                                                      | 13'08"57    | Mathew Kisorio                                                     | 13'11"57    | Dejen Gebremeskel                                                           | 13'11"97    |
| 10.000 m | Josphat Bett Kipkoech                                                | 27'30"85    | Titus Mbishei                                                      | 27'31"65    | Ibrahim Jeilan                                                              | 28'07"98    |
| 10.000 m marcia | Stanislav Emel'janov                                                 | 39'35"01    | Chen Ding                                                          | 39'47"20    | Lluís Torlá                                                                 | 40'29"57    |
| Corse a ostacoli |                                                                      |             |                                                                    |             |                                                                             |             |
| 110 hs (99 cm) | Konstantin Šabanov                                                   | 13"27       | Booker Nunley                                                      | 13"45       | Keiron Stewart                                                              | 13"51       |
| 400 hs | Jeshua Anderson                                                      | 48"68       | Johnny Dutch                                                       | 49"25       | Amaurys R. Valle                                                            | 49"56       |
| 3.000 siepi | Jonathan Muia Ndiku                                                  | 8'17"28     | Benjamin Kiplagat                                                  | 8'19"24     | Patrick Kipyegon Terer                                                      | 8'25"14     |
| Salti |                                                                      |             |                                                                    |             |                                                                             |             |
| Salto in alto | Bohdan Bondarenko                                                    | 2,26 m      | Sylwester Bednarek                                                 | 2,24 m      | Miguel Ángel Sancho                                                         | 2,21 m      |
| Salto con l'asta | Raphael Holzdeppe                                                    | 5,50 m      | Paweł Wojciechowski                                                | 5,40 m      | Karsten Dilla                                                               | 5,30 m      |
| Salto in lungo | Marquise Goodwin                                                     | 7,74 m      | Dzmitryj Astroŭski                                                 | 7,64 m      | Eusebio Cáceres                                                             | 7,59 m      |
| Salto triplo | Teddy Tamgho                                                         | 17,33 m     | Osviel Hernández                                                   | 16,90 m     | Mohamed Yusuf Salman                                                        | 16,59 m     |
| Lanci |                                                                      |             |                                                                    |             |                                                                             |             |
| Getto del peso (6 kg) | David Storl                                                          | 21,08 m     | Aleksandr Bulanov                                                  | 20,14 m     | Marin Premeru                                                               | 19,93 m     |
| Lancio del disco (1,750 kg) | Gordon Wolf                                                          | 62,00 m     | Marin Premeru                                                      | 61,85 m     | Mykyta Nesterenko                                                           | 61,01 m     |
| Lancio del giavellotto | Robert Szpak                                                         | 78,01 m     | Ihab Al Sayed Abdelrahman                                          | 76,20 m     | Ansis Bruns                                                                 | 75,31 m     |
| Lancio del martello (6 kg) | Walter Henning                                                       | 76,92 m     | Conor McCullough                                                   | 75,88 m     | Aleh Dubicki                                                                | 75,42 m     |
| Prove multiple |                                                                      |             |                                                                    |             |                                                                             |             |
| Decathlon juniores | Jan Felix Knobel                                                     | 7.896 p.    | Ėduard Michan                                                      | 7.894 p.    | Mihail Dudaš                                                                | 7.663 p.    |
| Staffette |                                                                      |             |                                                                    |             |                                                                             |             |
| Staffetta 4×100 m | Stati Uniti Dante Sales Antonio Sales Marquise Goodwin Terrell Wilks | 38"98       | Giamaica Oshane Bailey Dexter Lee Nickel Ashmeade Yohan Blake      | 39"25       | Sudafrica Johannes Mosala Roscoe Engel Patrick Vosloo Wilhelm van der Vyver | 39"70       |
| Staffetta 4×400 m | Stati Uniti Marcus Boyd Bryan Miller O'Neal Wilder Jeshua Anderson   | 3'04"76     | Regno Unito Louis Persent Robert Davis Nigel Levine Jordan McGrath | 3'05"82     | Germania Niklas Zender Alexander Juretzko Marc-John Dombrowski Pascal Nabow | 3'06"47     |
| record mondiale; record mondiale stagionale; miglior prestazione mondiale under 20; miglior prestazione mondiale stagionale under 20; record africano; record asiatico; record europeo; record nord-centroamericano e caraibico; record sudamericano; record oceaniano; record dei campionati; record nazionale; record nazionale under 20; record personale; record personale stagionale. |                                                                      |             |                                                                    |             |                                                                             |             |

### Donne
| Specialità | Oro                                                                       | Prestazione | Argento                                                               | Prestazione | Bronzo                                                                       | Prestazione |
| Corse piane |                                                                           |             |                                                                       |             |                                                                              |             |
| 100 m | Jeneba Tarmoh                                                             | 11"37       | Ashlee Nelson                                                         | 11"49       | Sheniqua Ferguson                                                            | 11"52       |
| 200 m | Sheniqua Ferguson                                                         | 23"24       | Meritzer Williams                                                     | 23"40       | Janelle Redhead                                                              | 23"52       |
| 400 m | Folashade Abugan                                                          | 51"84       | Jessica Beard                                                         | 52"09       | Susana A. Clement                                                            | 52"36       |
| 800 m | Elena Mirela Lavric                                                       | 2'00"06     | Merve Aydın                                                           | 2'00"92     | Machteld Anna Mulder                                                         | 2'02"05     |
| 1.500 m | Stephanie Twell                                                           | 4'15"09     | Kalkidan Gezahegne                                                    | 4'16"58     | Emma Pallant                                                                 | 4'17"06     |
| 3.000 m | Mercy Cherono                                                             | 8'58"07     | Bizunesh Urgesa                                                       | 8'58"90     | Frethiwat Goshu                                                              | 9'03"76     |
| 5.000 m | Sule Utura                                                                | 16'15"59    | Genzebe Dibaba                                                        | 16'16"75    | Nelly Chebet                                                                 | 16'17"96    |
| 10.000 m marcia | Tat'jana Mineeva                                                          | 43'24"72    | Ėl'mira Alembekova                                                    | 43'45"16    | Li Yanfei                                                                    | 44'24"10    |
| Corse a ostacoli |                                                                           |             |                                                                       |             |                                                                              |             |
| 100 hs | Teona Rodgers                                                             | 13"40       | Shermaine Williams                                                    | 13"48       | Belkis Milanés                                                               | 13"49       |
| 400 hs | Takecia Jameson                                                           | 56"29       | Janeil Bellille                                                       | 56"84       | Meghan Beesley                                                               | 57"04       |
| 3.000 siepi | Christine Kambua Muyanga                                                  | 9'31"35     | Elizabeth Mueni                                                       | 9'36"50     | Korahubish Itaa                                                              | 9'37"81     |
| Salti |                                                                           |             |                                                                       |             |                                                                              |             |
| Salto in alto | Kimberly Jess                                                             | 1,86 m      | Mirela Demireva                                                       | 1,86 m      | Lesyani Mayor Hannelore Desmet                                               | 1,86 m      |
| Salto con l'asta | Valerija Volik                                                            | 4,40 m      | Ekaterina Kolesova                                                    | 4,40 m      | Aikaterinī Stefanidī                                                         | 4,25 m      |
| Salto in lungo | Ivana Španović                                                            | 6,61 m      | Anastasija Mirončyk-Ivanova                                           | 6,46 m      | Dailenys Alcántara                                                           | 6,41 m      |
| Salto triplo | Dailenys Alcántara                                                        | 14,25 m     | Josleidy Ribalta                                                      | 13,85 m     | Paraskeuī Papachristou                                                       | 13,74 m     |
| Lanci |                                                                           |             |                                                                       |             |                                                                              |             |
| Getto del peso | Natalia Duco                                                              | 17,23 m     | Melissa Boekelman                                                     | 16,60 m     | Ma Qiao                                                                      | 16,55 m     |
| Lancio del disco | Shangxue Xi                                                               | 54,96 m     | Julia Fischer                                                         | 54,69 m     | Sandra Perković                                                              | 54,24 m     |
| Lancio del giavellotto | Vira Rebryk                                                               | 63,01 m     | Li Lingwei                                                            | 59,25 m     | Tatjana Jelača                                                               | 58,77 m     |
| Lancio del martello | Bianca Perie                                                              | 67,95 m     | Katerina Šafránková                                                   | 63,13 m     | Jenny Ozorai                                                                 | 60,80 m     |
| Prove multiple |                                                                           |             |                                                                       |             |                                                                              |             |
| Eptathlon | Carolin Schäfer                                                           | 5.833 p.    | Jana Maksimava                                                        | 5.766 p.    | Grit Šadeiko                                                                 | 5.765 p.    |
| Staffette |                                                                           |             |                                                                       |             |                                                                              |             |
| Staffetta 4×100 m | Stati Uniti Jeneba Tarmoh Shayla Mahan Gabrielle Glenn Tiffany Townsend   | 43"66       | Giamaica Shawna Anderson Kaycea Jones Gayon Evans Jura Levy           | 43"98       | Brasile Bárbara de Oliveira Bárbara Leoncio Luana Correa Rosângela Santos    | 44"61       |
| Staffetta 4×400 m | Stati Uniti Lanie Whittaker Jessica Beard Erica Alexander Takecia Jameson | 3'30"19     | Ucraina Ol'ha Zemljak Julija Krasnoščok Hanna Jaroščuk Julija Baralej | 3'34"20     | Australia Brittney McGlone Trychelle Kingdom Olivia Tauro Angeline Blackburn | 3'34"23     |
| record mondiale; record mondiale stagionale; miglior prestazione mondiale under 20; miglior prestazione mondiale stagionale under 20; record africano; record asiatico; record europeo; record nord-centroamericano e caraibico; record sudamericano; record oceaniano; record dei campionati; record nazionale; record nazionale under 20; record personale; record personale stagionale. |                                                                           |             |                                                                       |             |                                                                              |             |

## Medagliere

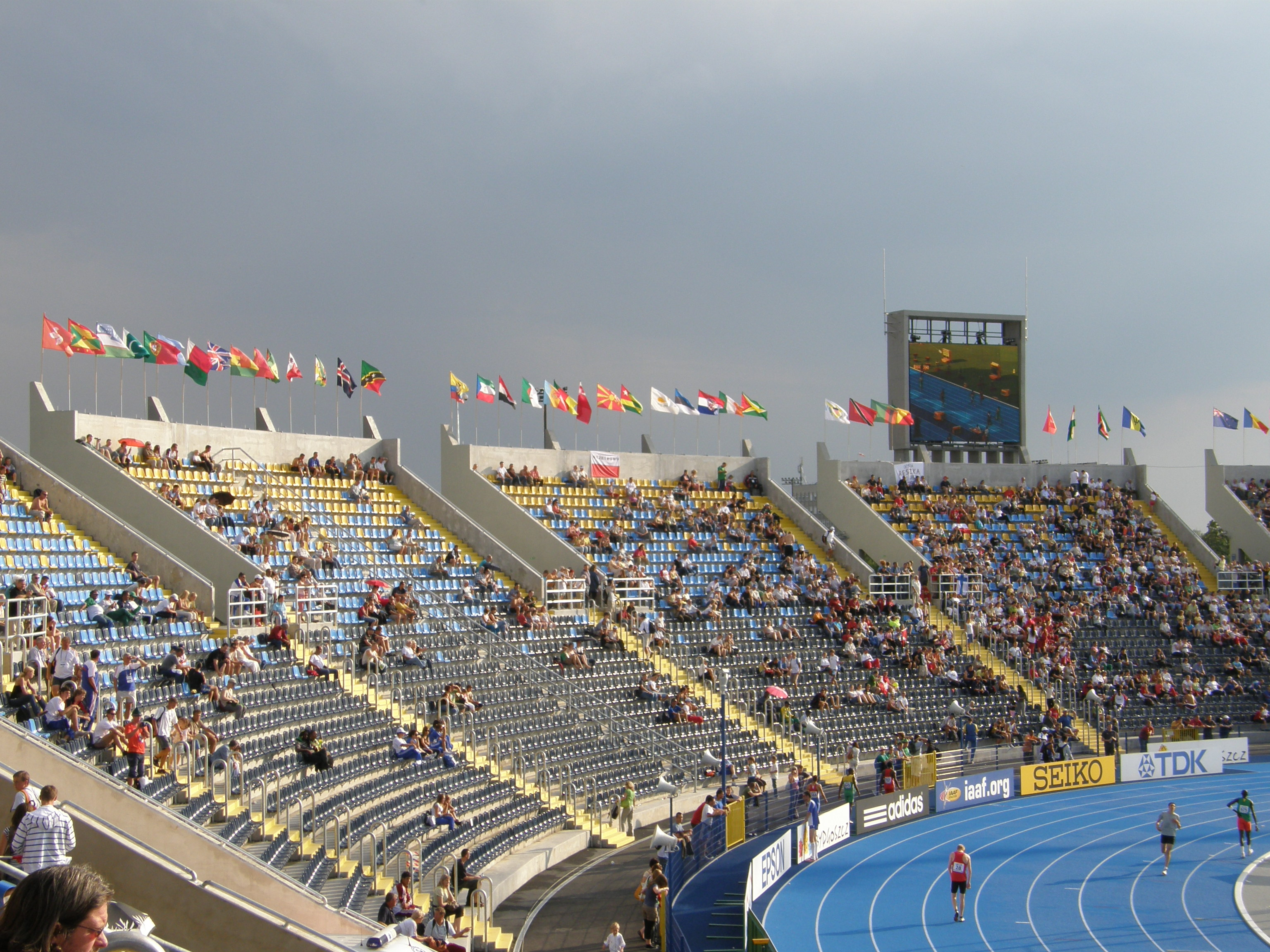
Lo stadio di Bydgoszcz, sede dei Mondiali juniores 2008.

| Posizione | Paese               | Oro | Argento | Bronzo | Totale |
| --------- | ------------------- | --- | ------- | ------ | ------ |
| 1         | Stati Uniti         | 11  | 4       | 2      | 17     |
| 2         | Germania            | 6   | 1       | 3      | 10     |
| 3         | Kenya               | 4   | 5       | 2      | 11     |
| 4         | Russia              | 4   | 3       | 0      | 7      |
| 5         | Etiopia             | 2   | 3       | 5      | 10     |
| 6         | Ucraina             | 2   | 1       | 1      | 4      |
| 7         | Francia             | 2   | 0       | 0      | 2      |
| 7         | Romania             | 2   | 0       | 0      | 2      |
| 9         | Giamaica            | 1   | 4       | 1      | 6      |
| 10        | Cuba                | 1   | 2       | 5      | 8      |
| 11        | Cina                | 1   | 2       | 2      | 5      |
| 11        | Regno Unito         | 1   | 2       | 2      | 5      |
| 13        | Polonia             | 1   | 2       | 0      | 3      |
| 14        | Serbia              | 1   | 0       | 2      | 3      |
| 15        | Bahamas             | 1   | 0       | 1      | 2      |
| 16        | Algeria             | 1   | 0       | 0      | 1      |
| 16        | Cile                | 1   | 0       | 0      | 1      |
| 16        | Nigeria             | 1   | 0       | 0      | 1      |
| 16        | Sudan               | 1   | 0       | 0      | 1      |
| 20        | Bielorussia         | 0   | 4       | 1      | 5      |
| 21        | Croazia             | 0   | 1       | 2      | 3      |
| 21        | Sudafrica           | 0   | 1       | 2      | 3      |
| 23        | Grenada             | 0   | 1       | 1      | 2      |
| 23        | Paesi Bassi         | 0   | 1       | 1      | 2      |
| 25        | Bulgaria            | 0   | 1       | 0      | 1      |
| 25        | Egitto              | 0   | 1       | 0      | 1      |
| 25        | Rep. Ceca           | 0   | 1       | 0      | 1      |
| 25        | Saint Kitts e Nevis | 0   | 1       | 0      | 1      |
| 25        | Trinidad e Tobago   | 0   | 1       | 0      | 1      |
| 25        | Turchia             | 0   | 1       | 0      | 1      |
| 25        | Uganda              | 0   | 1       | 0      | 1      |
| 32        | Spagna              | 0   | 0       | 3      | 3      |
| 33        | Grecia              | 0   | 0       | 2      | 2      |
| 34        | Australia           | 0   | 0       | 1      | 1      |
| 34        | Bahrein             | 0   | 0       | 1      | 1      |
| 34        | Belgio              | 0   | 0       | 1      | 1      |
| 34        | Brasile             | 0   | 0       | 1      | 1      |
| 34        | Estonia             | 0   | 0       | 1      | 1      |
| 34        | Lettonia            | 0   | 0       | 1      | 1      |
| 34        | Ungheria            | 0   | 0       | 1      | 1      |
| Totale    | Totale              | 44  | 44      | 45     | 133    |